# الدار الأعلى (السبرة)

تعديل مصدري - تعديل

الدار الأعلى محلة تابعة لقرية الهوبة، التابعة لعزلة بني عاطف بمديرية السبرة إحدى مديريات محافظة إب في الجمهورية اليمنية، بلغ تعداد سكانها 94 حسب تعداد اليمن لعام 2004.